# Институт Христа Царя и Архиерея
Институт Христа Царя и Архиерея (лат. Institutum Christi Regis Summi Sacerdotis) — сообщество священников в Католической Церкви, которые служат литургию на латинском языке в соответствии со своими конституциями и учредительными документами. Его цели состоят в том, чтобы покровительствовать литургическому искусству и музыке традиционного латинского обряда и сохранять их. Институт взял на себя восстановление ряда исторических церковных зданий.
Институт является обществом апостольской жизни понтификального права, чьи правила жизни в целом основаны на том же, что и у секулярных каноников. Институт имеет своё собственное церковное облачение, принятое в 2006 году, которое было дано членам Института кардиналом-архиепископом Флоренции. Заявленная миссия — это защита и распространение Царства Христова во всех областях человеческой жизни, как частных, так и общественных.
Контактный адрес: 6415 S. Woodlawn Ave., Chicago, Illinois 60637-3817, USA

## Настоятели
Отец Жиль Вак, доктор священного богословия, является основателем и генеральным настоятелем. Он был рукоположён в сан папой римским Иоанном Павлом II.
Отец Филипп Мора является одним из основателей и ректором международной семинарии.
Монсеньор Майкл Шмитц, доктор священного богословия, лиценциат канонического права, является генеральным викарием Института и его провинциальным настоятелем Соединённых Штатов Америки. Его рукоположение в 1982 году совершил тогдашний кардинал Йозеф Ратцингер, позднее Папа Бенедикт XVI.